# عبد المالك الحسناوي
عبد المالك الحسناوي  (المولود في أمستردام في فبراير / شباط 1994) هو لاعب كرة قدم هولندي محترف من أصل مغربي يلعب لنادي أياكس أمستردام.

## مسيرته الكروية المحلية والوطنية
أنضم عبد المالك الحسناوي إلى أكاديمية أياكس في عام 2002 للتدرب على لعب كرة القدم قادماً من نادي إسبارتان. وفي 13 يوليو / تموز 2013 م، لعب لأول مرة رسمياً لفريق أياكس في مباراة ودية ضد فريق آر كي سي فالفيك والتي فاز فيها فريقه بخمسة أهداف مقابل هدف واحد وتم في اثنائها استبدال اللاعب كريستيان أوركسون باللاعب عبد المالك الحسناوي في الدقيقة 63 من عمر المباراة. وفي موسم14 /2013 تم اختيارالحسناوي ضمن تشكيلة فريق يونغ أياكس للناشئين الذي شارك لأول مرة في تاريخه في دوري جوبلير (الدوري الهولندي لكرة القدم الدرجة الثانية ).
وفي 30 أغسطس / آب 2013 م، ظهر الحسناوي ضمن فريق يونغ اياكس في المباراة الخامسة للفريق في دوري جوبلير ضد فريق يونغ تونتي والتي فاز فيها فريقه بهدفين مقابل هدف واحد. وفي 23 فبراير / شباط 2014 سجل الحسناوي أول هدف رسمي له في الكرة الاحترافية وذلك في مباراة لفريق يونغ اياكس ضد اسبارتا روترام في الدوري الهولندي لكرة القدم الدرجة الثانية ، جوبلير، والتي فاز فيها فريقه بأربعة أهداف مقابل هدفين.
بدأ عبد المالك الحسناوي مسيرته الكروية المهنية في وقت مبكر من سنه كلاعب خط وسط مهاجم ولكنه أيضا لعب في كثير من الأحيان في مركز الجناح. وفي موسم 2011-12، ساعدالحسناوي فريق الشباب أياكس أ-1 بالفوز بلقب شباب الدوري الهولندي لكرة القدم الدرجة الثانية، نايك ، وكذلك في الحصول على المركز الثاني في السباق مع فريق شباب إنتر ميلان المنافس في سلسلة مباريات الجيل القادم بعد خسارته بركلات الترجيح (5-3) على إثر تعذر تغيير النتيجة 1-1 خلال الوقت الإضافي.
وقّع الحسناوي أول عقد للعب الاحترافي مع نادي أياكس أمستردام في يوم 31مايو / أيار 2012 لمدة عامين نافذة حتى 30 يونيو / حزيران في عام 2014.

## مسيرته الكروية الدولية
يحمل الحسناوي الجنسيتين الهولندية والمغربية ومازال مؤهلا لتمثيل أي من البلدين على المستوى الدولي. وقد لعب لهولندا ضمن فريق الناشئين تحت سن التاسعة عشرة في مباراة النهائي التي حصل فيها على أول كأس له أمام نظيره فريق مالطا .

## إحصاءات مسيرته الكروية المهنية
آخر تحديث 17 August 2014.
| النادي     | الموسم                  | الدوري                                    | الدوري | الدوري | الجملة | الجملة |
| النادي     | الموسم                  | منافسات                                   | ظهور   | اهداف  | ظهور   | اهداف  |
| ---------- | ----------------------- | ----------------------------------------- | ------ | ------ | ------ | ------ |
| يونغ أياكس | موسم يونغ أياكس 2013–14 | الدوري الهولندي لكرة القدم الدرجة الثانية | 26     | 2      | 26     | 2      |
| المجموع    | المجموع                 | المجموع                                   | 26     | 2      | 26     | 2      |

## روابط خارجية
- عبد المالك الحسناوي على موقع الاتحاد الأوربي (الإنجليزية)
- عبد المالك الحسناوي على موقع قاعدة بيانات كرة القدم.إي يو (الإنجليزية)
- عبد المالك الحسناوي على موقع Soccerway.com (الإنجليزية)